# Caloptilia paradoxum
Caloptilia paradoxum är en fjärilsart som först beskrevs av Frey och Boll 1873.  Caloptilia paradoxum ingår i släktet Caloptilia och familjen styltmalar. Inga underarter finns listade i Catalogue of Life.